# Evangelina Mascardi
Maria Evangelina Mascardi (* 1977 in Buenos Aires) ist eine argentinische Gitarristin, Theorbistin und Lautenistin mit internationaler Reputation. Sie spielt zusammen mit anerkannten Größen der Musikwelt der Historischen Aufführungspraxis, ist auch als Hochschullehrerin tätig und lebt in Italien.

## Leben und Werk
Zunächst widmete sie sich der Gitarre, mit der sie bereits als Teenager konzertant auftrat. Sie studierte an der Nationalen Musikhochschule Juan Pedro Esnaola bei Silvia Fernandez und Gabriel Schebor und schloss dort als staatlich anerkannte Musikpädagogin ab. Seit 1997 lebt sie in Europa. Sie begann an der Schola Cantorum Basiliensis (SCB) in Basel Laute zu studieren. In der Klasse von Hopkinson Smith erwarb sie 2001 ihren Abschluss als Solistin. Danach erwarb sie als Solistin bei Tiziano Bagnati am Conservatorio Benedetto Marcello einen weiteren akademischen Abschluss.
Namhafte Solisten wie Jordi Savall, Andrea Marcon, Giovanni Antonini und Sir Simon Rattle hat sie als Continuospielerin bei ihren Auftritten begleitet und an etwa 30 CD-Produktionen mitgewirkt. Inzwischen widmet sie sich überwiegend dem Lauten-Solo-Repertoire, teils im Zusammenspiel anderer Musikensembles wie beispielsweise dem Ensemble Zefiro unter Leitung von Alfredo Bernardini oder dem Monteverdi Choir unter Sir John Eliot Gardiner.
Ausdrücklich bezieht sie sich durch die Auswahl ihrer aufgeführten und aufgenommenen Werke auf das Œuvre Johann Sebastian Bachs und Silvius Leopold Weiss’, den sie als den „letzten der großen Lautenspieler“ bezeichnet und dem sie ihr Lautenbüchlein gewidmet hat. Es enthält Werke größtenteils vergessener Komponisten des ausgehenden 15. bis frühen 17. Jahrhunderts.
Evangelina Mascardi ist häufiger Gast bei Festivals wie dem jährlich stattfindenden deutsch-schweizerischen Internationalen Festival der Laute, um mit ihren Liveauftritten die Literatur des 16. und 17. Jahrhunderts zu würdigen. In den 2010er Jahren begann sie, in ihrem Hauptfach Laute am Conservatorio Antonio Vivaldi in Alessandria zu unterrichten. Außerdem ist sie künstlerische Leiterin der Kurse für Alte Musik Ottaviano Alberti in Orte. Eine Gastdozentur führte sie auch an die Hochschule für Musik und Theater München.
Zur Unterstützung eines Solo-Instruments, zu dem es relativ wenig klassische Literatur gibt, engagiert sie sich durch Mitgliedschaften in Interessenvertretungen dieser Musikrichtung. So ist sie beispielsweise seit 2000 Mitglied des wissenschaftlichen Ausschusses Convegno internazionale di Chitarra zur Förderung der Gitarrenmusik in Mailand und seit 2021 im aktiven Vorstand der Italienischen Lautengesellschaft.

## Einspielungen (Solo-Laute)
Album Veröffentlichung: J. S. Bach: Complete Lute Works. Veröffentlichung: 18. März 2022. Label: Arcana.
Erhältlich als CDs, aber auch in Form hochauflösender Dateien (24 bit/96 kHz)